# Phymatodes
Genre
Phymatodes est un genre d'insectes coléoptères de la famille des Cerambycidae.

## Liste des espèces
- Phymatodes aeneus LeConte, 1854
- Phymatodes aereus (Newman, 1838)
- Phymatodes amoenus (Say, 1824)
- Phymatodes ater LeConte, 1884
- Phymatodes blandus (LeConte, 1859)
- Phymatodes decussatus (LeConte, 1857)
- Phymatodes dimidiatus (Kirby in Richardson, 1837)
- Phymatodes fulgidus Hopping, 1928
- Phymatodes hirtellus (LeConte, 1873)
- Phymatodes infuscatus (LeConte, 1859)
- Phymatodes juglandis Leng, 1890
- Phymatodes lecontei Linsley, 1938
- Phymatodes lengi Joutel, 1911
- Phymatodes maculicollis LeConte, 1878
- Phymatodes mohavensis Linsley et Chemsak, 1963
- Phymatodes nigerrimus Van Dyke, 1920
- Phymatodes nitidus LeConte, 1874
- Phymatodes oregonensis Chemsak, 1963
- Phymatodes rainieri Van Dyke, 1937
- Phymatodes shareeae Cope, 1984
- Phymatodes testaceus (Linnaeus, 1758) - seule espèce européenne
- Phymatodes tysoni Chemsak et Linsley, 1984
- Phymatodes ursae Knull, 1940
- Phymatodes varius (Fabricius, 1776)
- Phymatodes vilitatis Linsley, 1940
- Phymatodes vulneratus (LeConte, 1857)